# Константиновка (Луганская область)
Константиновка (укр. Костянтинівка) — село, относится к Новопсковскому району Луганской области Украины.
Население по переписи 2001 года составляло 56 человек. Почтовый индекс — 92313. Телефонный код — 6463. Занимает площадь 0,79 км². Код КОАТУУ — 4423388203.

## Местный совет
92312, Луганська обл., Новопсковський р-н, с. Танюшівка, вул. Центральна, 10  (укр.)